# Туман (песня)
«Тума́н» — русская советская песня композитора Александра Колкера и поэта Кима Рыжова о буднях фронтовой авиации в годы Великой Отечественной войны, впервые прозвучавшая в исполнении Станислава Пожлакова в советском кинофильме 1967 года «Хроника пикирующего бомбардировщика».
В последующие годы песню «Туман» исполняли Эдуард Хиль, Виктор Вуячич, ВИА «Самоцветы», Егор Летов, Максим Леонидов, Евгений Дятлов, Хелависа, Александр Розенбаум, Сергей Галанин.

## В исполнении Егора Летова
«Туман» занял важное место в репертуаре рок-музыканта Егора Летова (незначительно изменён текст). В 1989 году он был записан для позаимствовавшего у фильма название альбома «Хроника пикирующего бомбардировщика» его проекта «Коммунизм». Песня открывает этот альбом, а завершает его её инструментальная версия, озаглавленная как и сам альбом. По словам музыкального критика Александра Кушнира, песня «очень проникновенно спета Летовым. Инструментальное сопровождение носит авангардистский характер и состоит из целой какофонии звуков, в которых совмещены „прямая“ и „обратная“ гитары, а также пропущенная задом наперёд запись с рёвом самих музыкантов.» Когда в 1991—1992 годах записывался альбом «Сто лет одиночества» проекта «Егор и Опизденевшие», по словам Летова, «Туман» «оказался настолько подходящим по духу, да и вообще настолько близким ко всему тому, чем мы жили в то время, что было решено вставить его без изменений сюда».
Песня исполнялась Егором в основном на сольных акустических концертах. Её живые версии можно услышать на альбоме Летова «Концерт в рок-клубе „Полигон“» (клуб «Полигон», Санкт-Петербург, 24 мая 1997 года); в качестве бонуса на переиздании 2010 года альбома «Звездопад» его группы «Гражданская оборона», состоящего из кавер-версий советских песен (записана 14 декабря 2003 года в Барнауле; по мнению музыкального критика Алексея Коблова, история «Звездопада», помимо прочего, уходит в песню «Туман»); на альбоме «Апельсин. Акустика» (клуб «Апельсин», Москва, 12 февраля 2006 года).